# PRMT6
PRMT6 (англ. Protein arginine methyltransferase 6) – білок, який кодується однойменним геном, розташованим у людей на короткому плечі 1-ї хромосоми.  Довжина поліпептидного ланцюга білка становить 375 амінокислот, а молекулярна маса — 41 938.
| 10         |  | 20         |  | 30         |  | 40         |  | 50         |
| ---------- |  | ---------- |  | ---------- |  | ---------- |  | ---------- |
| MSQPKKRKLE |  | SGGGGEGGEG |  | TEEEDGAERE |  | AALERPRRTK |  | RERDQLYYEC |
| YSDVSVHEEM |  | IADRVRTDAY |  | RLGILRNWAA |  | LRGKTVLDVG |  | AGTGILSIFC |
| AQAGARRVYA |  | VEASAIWQQA |  | REVVRFNGLE |  | DRVHVLPGPV |  | ETVELPEQVD |
| AIVSEWMGYG |  | LLHESMLSSV |  | LHARTKWLKE |  | GGLLLPASAE |  | LFIAPISDQM |
| LEWRLGFWSQ |  | VKQHYGVDMS |  | CLEGFATRCL |  | MGHSEIVVQG |  | LSGEDVLARP |
| QRFAQLELSR |  | AGLEQELEAG |  | VGGRFRCSCY |  | GSAPMHGFAI |  | WFQVTFPGGE |
| SEKPLVLSTS |  | PFHPATHWKQ |  | ALLYLNEPVQ |  | VEQDTDVSGE |  | ITLLPSRDNP |
| RRLRVLLRYK |  | VGDQEEKTKD |  | FAMED      |  |            |  |            |

A: Аланін

C: Цистеїн

D: Аспарагінова кислота

E: Глутамінова кислота

F: Фенілаланін

G: Гліцин

H: Гістидин

I: Ізолейцин

K: Лізин

L: Лейцин

M: Метіонін

N: Аспарагін

P: Пролін

Q: Глутамін

R: Аргінін

S: Серин

T: Треонін

V: Валін

W: Триптофан

Кодований геном білок за функціями належить до трансфераз, репресорів, регуляторів хроматину, метилтрансфераз, фосфопротеїнів. 
Задіяний у таких біологічних процесах як взаємодія хазяїн-вірус, транскрипція, регуляція транскрипції, пошкодження ДНК, репарація ДНК, поліморфізм, альтернативний сплайсинг. 
Білок має сайт для зв'язування з s-аденозил-l-метіоніном. 
Локалізований у ядрі.